# Paradise City
Paradise City je jednou z nejslavnějších písní hard rockové skupiny Guns N' Roses. Píseň je obsažena na albu Appetite for Destruction z roku 1987. Autorem kytarového riffu je Slash a pochází z doby, kdy hrál s Duff McKaganem v jiné kapele předtím, než se stali členy Guns N' Roses. Spolu s písněmi "Welcome to the Jungle„ a “Sweet Child O' Mine" jde o jednu z nejpopulárnějších a nejvlivnějších písní kapely. O slavném refrénu
Take me down to the paradise city,
where the grass is green and the girls are pretty
se předpokládá, že odkazuje na heroin. Slash chtěl, aby slova refrénu byla:
Take me down to the paradise city,
where the girls are fat and they got big tittes
ale byl odmítnut. "Paradise City" je také (pravděpodobně neúmyslně) přesmyčkou výrazu "easy acid trip".
Mnozí si myslí, že "Paradise City" je o Los Angeles a korupci ve městě. Někteří se domnívají, že píseň je o Louisville, které je 4 hodiny jižně od místa v Indianě, kde Axl Rose vyrůstal.
Polovina videoklipu byla natočena na Giants Stadium v New Jersey, kdy byli Guns N' Roses na turné s Aerosmith. V polovině videoklipu členové nastupují do Concorde, aby mohli vystoupit ve Spojeném království na festivalu Monsters of Rock a vrátit se co nejrychleji zpět do Spojených států a pokračovat v turné se svými vzory. Důvodem pro zařazení těchto záběrů bylo to, že při jejich vystoupení na Monsters of Rock zemřeli dva fanoušci a videoklip jim měl vzdát úctu.
Během pozdějšího koncertu řekl Axl Rose divákům, že Paradise City neexistuje, ačkoliv si mnozí mysleli opak. Na konci písně na živém album Live Era: '87-'93 vykřikne Rose: "Baby… Please… Las Vegas…„, což může vést k domněnce, že Las Vegas je tím městem, ale Rose píseň takto normálně zakončuje, jen změní jméno města, ve kterém koncert probíhá. Při koncertech je většinou “Paradise City" finální písní.
Píseň se umístila na 21. místě v žebříčku 40 Greatest Metal Songs of All Time stanice VH1 a na 3. místě v seznamu 100 nejlepších sól všech dob časopisu Total Guitar a vyhrála mnoho dalších soutěží.
Tato písnička je také titulní písní ve hře Burnout Paradise, která vyšla v roce 2009.
Slash zařadil na svou sólovou desku vydanou v roce 2010 remix písně Paradise City, který nahrál s rappovou formací Cypress Hill a s popovou zpěvačku Fergie. Tato modernější verze byla mnohými fanoušky Guns N' Roses odmítnuta.
Hlavní riff písně byl inspirován podle písně "Zero the Hero" z alba Born Again od Black Sabbath.